# 堯弼
堯弼（1474年—？年），字克忠，一字汝賢，四川成都府内江縣人，軍籍。

## 生平
治《書經》，由國子生中式四川鄉試第八名舉人，年三十五歲中式正德三年（1508年）戊辰科會試第一百六十一名，第三甲第八十二名進士。官知县。

## 家族
曾祖堯輝。祖堯時佐。父尧仁，驿丞。母冉氏。慈侍下，兄年、謨、皋、誥、弟阜、準、封、眉、墀。